# Associazione Calcio Nuova Valdagno
Maillots
L’Associazione Calcio Nuova Valdagno, le plus souvent appelée Nuova Valdagno est un club de football de la ville de Valdagno, en province de Vicence, en Vénétie.

## Historique
Le Nuova Valdagno fut à son apogée dans les années 1950 quand il participa au championnat de Serie B, sous le nom d'A.C. Marzotto.
Le club est créé en 1926, sous les auspices de l'entreprise textile lainière Lanificio Marzotto, dans le cadre de l'OND ; son nom complet était Dopolavoro Aziendale Marzotto (DAM) Valdagno. Il est promu en Serie C en 1935. 
En 1946, il est rebaptisé Associazione Calcio Marzotto et termine second du championnat de Serie C 1947-1948. En remportant le titre lors de la saison 1950-1951, il est promu en Serie B, après un play-off contre Palazzolo. 
Il participe au total dix fois à la Serie B. En 1970, il est rétrogradé en Serie D et devient l'A.C. Valdagno, bien qu'il conserve la marque Marzotto sur ses maillots jusqu'en 1998. 
En 2009, après avoir été promu en Excellence, le club est relégué en championnat régional.